# ピエロ・マンゾーニ

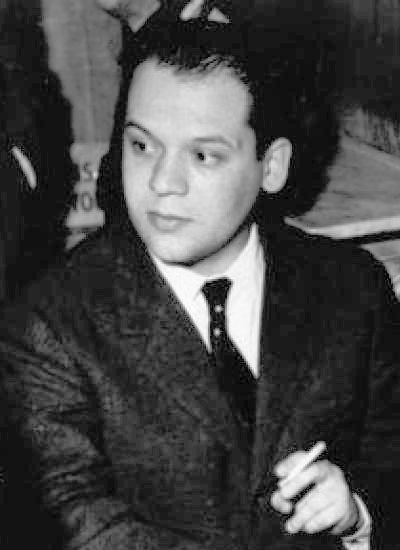
ピエロ・マンゾーニ

ピエロ・マンゾーニ（Piero Manzoni, 1933年7月13日-1963年2月6日）は、20世紀のイタリアの美術家、画家、彫刻家。
イヴ・クラインのモノクローム絵画やアルベルト・ブッリの複合素材主義の影響を受け、様々な素材を用いて「アクローム（無色）」と題する数多くの白い絵画作品を制作した。また、マルセル・デュシャンの影響を受け、ヨーロッパ、イタリアにおけるコンセプチュアル・アートの草分け的な作品も多く製作しており、アルテ・ポーヴェラの巨匠であるヤニス・クネリスのように、むしろ概念的アートの作品を高く評価するアーティストも多い。
マンゾーニの最も重要な作品は、『芸術家の糞』である。これはマンゾーニ自身の排泄物を「30グラム、自然保存」とラベルが貼られた金属製の缶詰に封印し、当日の30グラムの金の相場で売ったもの。資本主義社会での美術作品の在り方、芸術的価値と経済的交換価値の差異の問題、作品をアーティストの内面の表出とするロマン主義的芸術観などを皮肉る、画期的な反芸術的活動であった。
1963年2月6日、ミラノで死去。　